# サマミヤアカザ
サマミヤアカザ（さまみやあかざ、11月7日 - ）は、日本の漫画家・イラストレーターである。主にボーイズラブ漫画、少女漫画を執筆している。

## 主な作品

### 漫画作品

#### 連載作品
- 逃げる花嫁のしつけ方（原作：あすか、2008年 - 2011年、小説花丸、白泉社）
- 花町物語 〜初桜舞う、夜の褥〜（原作：Vivid Color、2011年、GUSH、海王社）
- 王子はただいま出稼ぎ中（原作：岩城広海、2011年 - 2012年、月刊ASUKA、KADOKAWA）
- 鳥籠シンドローム（2012年 - 2013年、月刊ASUKA、KADOKAWA）
- 初恋キャンバス（2013年、月刊ASUKA、KADOKAWA）
- ブラッディ+メアリー（2013年 - 2017年、月刊ASUKA、KADOKAWA）
- バラッド×オペラ（2017年 - 2019年、月刊ASUKA、KADOKAWA）
- Mr.マロウブルー（2019年 - 連載中、月刊ASUKA、KADOKAWA）

#### 読切作品
- かれピロ（Cheese!2016年6月号、小学館）

### イラスト
膨大にあるため、著者の記事があるもののみ列記している。
- 鹿住槇『恋の話をキミと作ろう』（2008年、コバルト文庫）
- 南原兼『花嫁は男子校の帝王』（2009年、もえぎ文庫ピュアリー）
- 花衣沙久羅『海賊と姫君 Eternal Lovers』（2009年、ティアラ文庫）
- 水戸泉『逢瀬の迷子』（2009年、ダリア文庫）
- 阿部暁子『室町少年草子 獅子と暗躍の皇子』（2009年、コバルト文庫）
- 館山緑『オリエンタル・ロマンス 騎士は花嫁を奪う』（2010年、ティアラ文庫）
- 真堂樹『猫人夜警隊』シリーズ（2010年、コバルト文庫）
- 高月まつり『予告された恋の行方』（2010年、もえぎ文庫）
- 栗城偲『きみがすきなんだ』（2012年、ガッシュ文庫）
- 水壬楓子『幽霊ときどきクマ。』（2012年、リンクスロマンス）
- 砂原糖子『優しいプライド』（2013年、ルチル文庫）
- 喜多みどり『亜夜子と時計塔のガーディアン』シリーズ（2014年、ビーンズ文庫）
- 丸木文華『妖ノ宴』（2014年、ルビー文庫）
- 御堂志生『覇王の花嫁』（2015年、蜜猫文庫）
- 吉田珠姫『吉原春情絵巻〜恋に命を捧げまし〜』（2015年、ガッシュ文庫）
- 和泉桂『睡郷の獣』（2016年、リンクスロマンス）
- 上遠野浩平『製造人間は頭が固い』（2017年、ハヤカワ文庫JA）
- 佐藤友哉『俳優探偵 僕と舞台と輝くあいつ』（2017年、角川文庫）